# 万安区

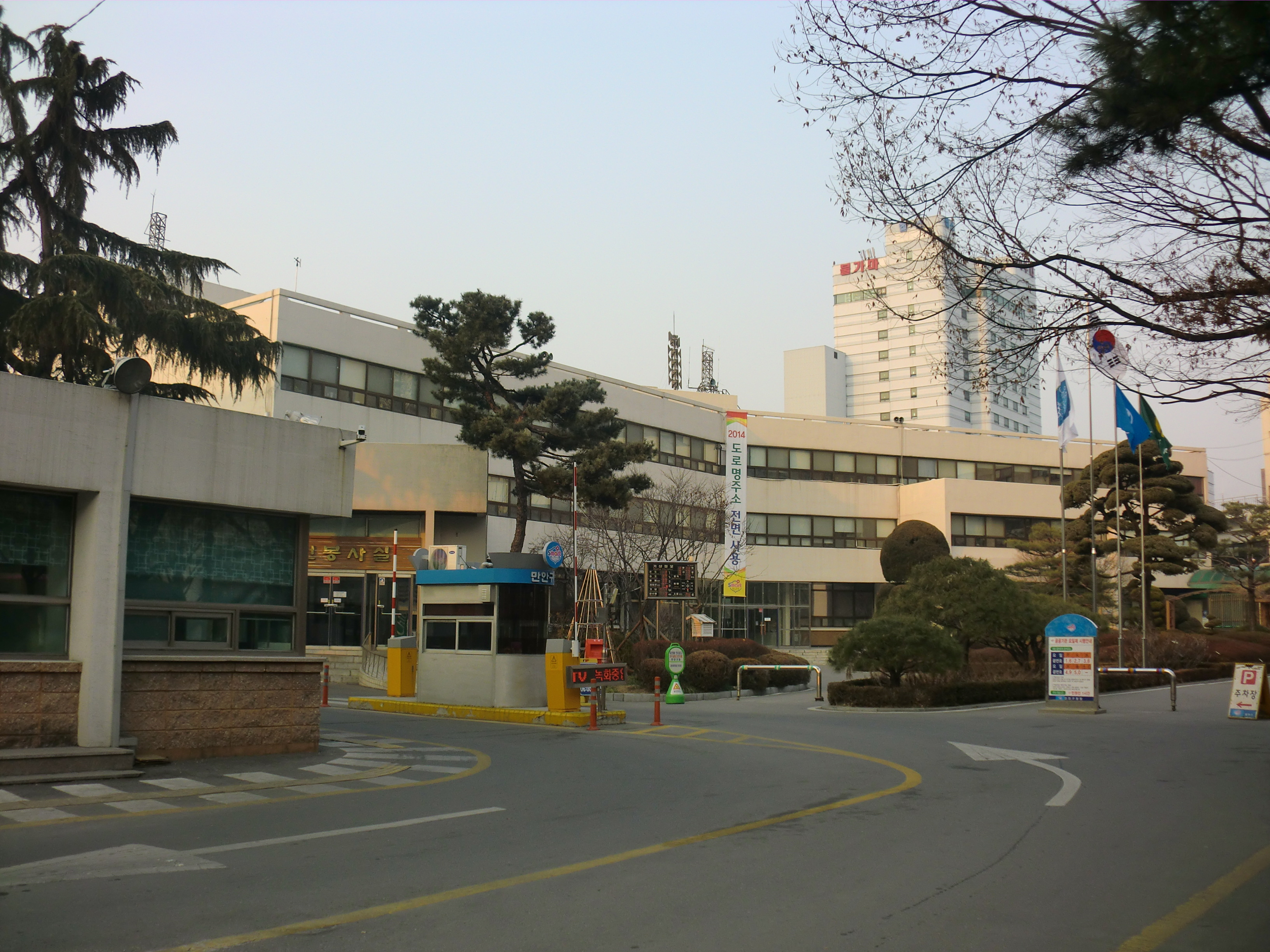
万安区庁

万安区（マナンく）は、大韓民国京畿道安養市東部に位置する区である。

## 歴史
- 1989年5月1日 – 万安出張所設置。
- 1992年10月1日 – 区政実施により、万安区に昇格。

## 行政区画

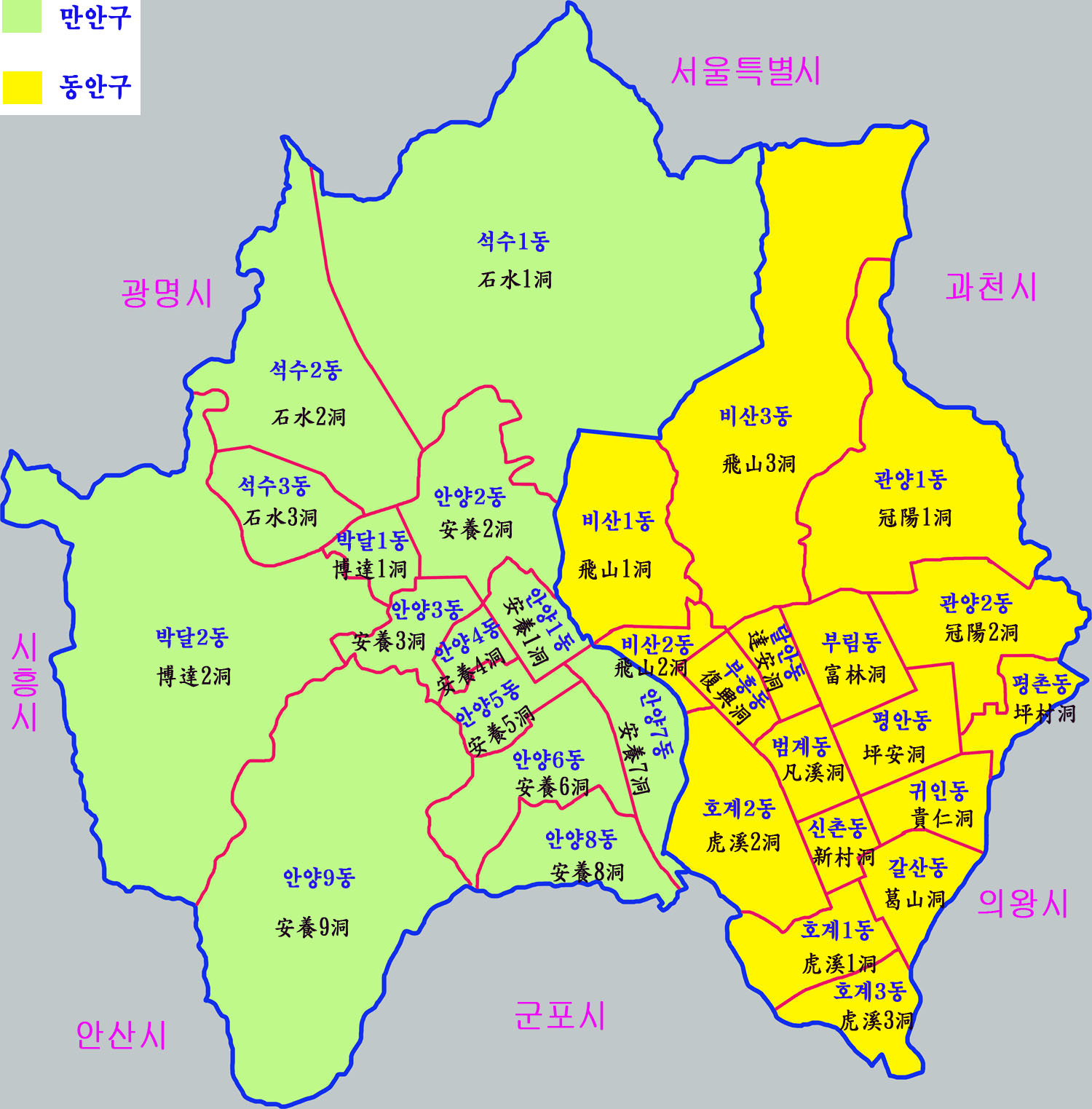
行政区域図（緑色の部分は万安区）

万安区は14の洞に分かれる。
| 行政洞  | 法定洞         |
| ------- | -------------- |
| 安養1洞 | 安養洞         |
| 安養2洞 | 安養洞         |
| 安養3洞 | 安養洞         |
| 安養4洞 | 安養洞         |
| 安養5洞 | 安養洞         |
| 安養6洞 | 安養洞         |
| 安養7洞 | 安養洞         |
| 安養8洞 | 安養洞         |
| 安養9洞 | 安養洞         |
| 石水1洞 | 安養洞、石水洞 |
| 石水2洞 | 石水洞         |
| 忠勲洞  | 石水洞         |
| 博達洞  | 博達洞         |
| 虎峴洞  | 博達洞         |

## 交通機関

### 鉄道
- 京釜線・首都圏電鉄1号線
  - 石水駅 - 冠岳駅 - 安養駅 - 鳴鶴駅